# Джил Байдън
Джил Трейси Джейкъбс Байдън (на английски: Jill Tracy Jacobs Biden, по рождение Джейкъбс, по-рано Стивънсън, на английски: Stevenson) е американска преподавателка, бивша първа дама на САЩ в периода 2021-2025 и втора дама в периода 2009 – 2017 г. Омъжена е за Джо Байдън, 46-и президент на Съединените американски щати.

## Биография
Родена е в Хамонтън, Ню Джърси, израства в Уилоу Гроув, Пенсилвания. Има бакалавърска и докторска степен от Делауерския университет, както и магистърска степен от университетите Уест Честър и Виланова. В продължение на 13 години преподава английски език в гимназии, както и на юноши с емоционални увреждания в психиатрична болница. В периода 1993 – 2008 година Джил Байдън е наставник по английски език и писане в Колежа на техническото общество на Делауеър (Delaware Technical Community College). От 2009 година е професор по английски език в Общинския колеж на Северна Вирджиния (Northern Virginia Community College (NOVA)).
През февруари 1970 г. тя се омъжва за спортиста Бил Стивънсън, развеждат се през 1974 г. Джил и Джо Байдън се запознават през 1975 г. и сключват брак на 17 юни 1977 г. Медения си месец прекарват на ез. Балатон в Унгария. Джил отглежда синовете на Байдън Бо и Хънтър като свои. Дъщерята на Джил и Джо Ашли се ражда на 8 юни 1981 г., и Джил си остава вкъщи за две години, за да възпитава трите деца. Има 5 внука.
Смята се, че Джил Байдън е първата сред вторите дами на САЩ, която продължава да работи, докато съпругът ѝ е вицепрезидент. Тя е основател, съосновател и активен участник в различни организации и програми с идеална цел, в някои от тях в сътрудничество с бившата първа дама на САЩ Мишел Обама.
След началото на епидемията от COVID-19 в САЩ тя преминава курс за онлайн преподаване и дава да се разбере, че смята да възобнови преподаването си в NOVA, даже ако мъжът ѝ бъде избран. Ако това стане, тя би била първата първа лейди, имаща платена работа извън Белия дом.